# پیترو الگری
پیترو الگری (ایتالیایی: Pietro Algeri؛ زادهٔ ۲ اکتبر ۱۹۵۰) دوچرخه‌سوار اهل ایتالیا است. وی در بازی‌های المپیک تابستانی ۱۹۷۲ شرکت کرده است.